# Las aventuras de Rocky y Bullwinkle
Las aventuras de Rocky y Bullwinkle es una película de animación estadounidense del año 2000 dirigida por Des McAnuff. Está basada en la serie animada Las aventuras de Rocky y Bullwinkle y Amigos. La película se convirtió en un desastre a nivel económico.

## Argumento
35 años después de entretener a todo Estados Unidos con sus aventuras, Rocky la ardilla y Bullwinkle el alce, protagonistas de la serie de animación, solo viven de las reposiciones de sus series en el pueblecito perdido y deforestado de Frosbite Falls, en Minnesota. Pero en los años noventa, sus malvados enemigos, Boris Badenov (Jason Alexander) y Natasha Fatale (Rene Russo), capitaneados por Líder Temerario (Robert De Niro), han dado un salto al mundo real con el objetivo de conquistarlo. Su método es comprar todas las televisiones por cable y emitir unos programas tan malos que acaben por hipnotizar al público estadounidense y voten a Líder Temerario como presidente. Enterados de este peligroso plan, el FBI entra en acción y pone al mando de la misión a la bella agente Karen Simpatía (Piper Perabo), que tendrá que sacar a nuestros protagonistas del mundo de los dibujos animados y convencerlos para que salven al mundo de las intenciones de Líder Temerario. Las dificultades añadidas para Rocky y Bullwinkle es que tendrán que enfrentarse a sus enemigos fuera de la pantalla y treinta años después, con los cambios sociales que todo futuro trae consigo, además de que Rocky ha perdido la capacidad de volar.
Karen pone rumbo a Nueva York con Rocky y Bullwinkle y les cuenta que en otra época fue alegre y optimista, pero que esa parte de su personalidad ya no existe, aunque sigue presente en su subconsciente. Boris y Natasha, a quienes Líder Temerario asigna la misión de acabar con los protagonistas, no tardan en destruir el coche, pero Karen les distrae y les roba su camión. Al llegar a Oklahoma, los villanos roban un helicóptero y Natasha llama a la policía fingiendo ser Karen, con lo que consigue que arresten a la verdadera Karen, dejando a Rocky y Bullwinkle en la cuneta. Hacen autostop hasta que dos muchachos, Louis (Kenan Thompson) y Martin (Kel Mitchell), aceptan llevarlos a la antigua universidad de Bullwinkle, Wossamotta
. Boris y Natasha se adelantan y hacen un cuantioso donativo a la universidad en nombre de Bullwinkle para que le concedan un doctorado Arboris Causa.
Al llegar, Bullwinkle sube a la plataforma para dar su discurso de agradecimiento, pero Rocky descubre que todo era una trampa, ya que Boris trata de eliminar a Bullwinkle con una computadora diseñada para destruir dibujos animados. Rocky logra volver a volar como 35 años atrás y consigue lanzar el ordenador por los aires, pero se descontrola durante el vuelo y pierde la confianza. Antes de irse, Martin y Louis regalan su coche a Rocky y a Bullwinkle.
Mientras tanto, Karen logra escapar de la prisión enamorando a un guardia y se reencuentra con Rocky y Bullwinkle, pero su huida no pasa desapercibida y los llevan a juicio. La jueza, interpretada por Whoopi Goldberg, les concede la libertad porque las celebridades están por encima de la Ley.
Los tres héroes compran un biplano para llegar a Nueva York, pero superan el peso y Karen le pide a Rocky que la lleve volando mientras Bullwinkle pilota la avioneta. Rocky dice que no puede, pero Karen se cae del avión y Rocky la rescata y descubre que puede volar otra vez. Mientras tanto, Boris y Natasha, que empezaban a plantearse la posibilidad de desertar y formar una vida juntos, comunican falsamente a Líder Temerario que han liquidado a Rocky y a Bullwinkle, convencidos de que estos no lograrían llegar a Nueva York a tiempo. Rocky y Karen sí logran llegar a Nueva York, pero Bullwinkle pierde el rumbo y acaba en Washington D. C., donde recibe la ayuda del jefe de Karen, Cappy von Latrampa, que lo envía por correo electrónico a Nueva York. Rocky y Karen son atrapados y convertidos en vegetales, pero el alce llega justo a tiempo y sus astas intefieren con la señal hipnotizadora, liberando a Rocky y Karen del trance. Rocky captura a Líder Temerario, a Boris y a Natasha. Karen destruye la máquina hipnotizadora y Rocky y Bullwinkle les piden a los telespectadores que apaguen el televisor y que voten a quien prefieran. Bullwinkle decide mandarle un mensaje de agradecimiento al agente que lo ayudó, pero utiliza por error el ordenador para eliminar dibujos animados, que rebota por toda la sala hasta impactar contra los tres villanos, que se pierden por la red, donde no vuelve a saberse de ellos. Finalmente, Karen regresa al cine, donde dejó plantado al guardia de la cárcel, y el alce y la ardilla vuelven a ser estrellas y se van a su ahora reforestada Frosbite Falls.

## Recepción

### Taquilla
Rocky & Bullwinkle  abrió en 2460 lugares y recaudó 6 814 270 $ en su primer fin de semana, además de ocupar el quinto lugar en la taquilla de América del Norte y el tercero entre los nuevos estrenos de la semana. Cerró el 5 de octubre de 2000 con un total nacional de 26 005 820 $ y 9 129 000 $ en otros territorios, lo que sumó una recaudación mundial total de 35 134 820 $ lo que la convierte en una bomba de taquilla.
El fracaso de la película se atribuyó a que la película no era lo bastante fresca para el público joven ni apelaba lo suficiente a la nostalgia de los baby boomers que conocieron los dibujos originales.

### Respuesta de la Crítica
En Rotten Tomatoes, la película tiene un índice de aprobación del 43 % basado en 100 reseñas, con una calificación media de 4,81/10. El consenso crítico declaró: "aunque la película se mantiene fiel a la naturaleza de la caricatura original, el guion es decepcionante y no resulta divertido". En Metacritic, la película tiene una puntuación de 36 sobre 100 basándose en 30 reseñas, lo que indica "críticas generalmente desfavorables". El público encuestado por CinemaScore le dio a la película una calificación B en una escala de A a F.